# Michel Ier d'Alexandrie (Copte)
Pour les articles homonymes, voir Michel Ier.
Michel Ier d'Alexandrie est un  patriarche copte d'Alexandrie de  743 à 767.

## Contexte
Après une vacance du siège patriarcal d'une année, il succède à Théodore Ier du 15 septembre 743 au 12 mars 767 .